# Liste der Biografien/Fischer, H
Liste der Biografien |
Portal Biografien |
H Personensuche
# |
A |
B |
C |
D |
E |
F |
G |
H |
I |
J |
K |
L |
M |
N |
O |
P |
Q |
R |
S |
T |
U |
V |
W |
X |
Y |
Z |
?
 
Fa |
Fe |
Ff |
Fh |
Fi |
Fj |
Fk |
Fl |
Fm |
Fn |
Fo |
Fr |
Ft |
Fu |
Fy
 
Fia |
Fib |
Fic |
Fid |
Fie |
Fif |
Fig |
Fih |
Fii |
Fij |
Fik |
Fil |
Fim |
Fin |
Fio |
Fip |
Fiq |
Fir |
Fis |
Fit |
Fiu |
Fiv |
Fix |
Fiz
 
Fisa |
Fisb |
Fisc |
Fise |
Fish |
Fisi |
Fisk |
Fisl |
Fism |
Fiso |
Fisq |
Fiss |
Fist |
Fisu |
Fisz
 
Fisce |
Fisch |
Fiscu
 
Fischa |
Fischb |
Fischd |
Fische |
Fischg |
Fischh |
Fischi |
Fischl |
Fischm |
Fischn |
Fischo |
Fischt
 
Fisched |
Fischel |
Fischen |
Fischer |
Fischet
 
Fischer, A |
Fischer, B |
Fischer, C |
Fischer, D |
Fischer, E |
Fischer, F |
Fischer, G |
Fischer, H |
Fischer, I |
Fischer, J |
Fischer, K |
Fischer, L |
Fischer, M |
Fischer, N |
Fischer, O |
Fischer, P |
Fischer, R |
Fischer, S |
Fischer, T |
Fischer, U |
Fischer, V |
Fischer, W |
Fischer, X |
Fischer, Y |
Fischer, Z |
Fischera |
Fischerk |
Fischerm |
Fischern |
Fischero
Die Liste der Biografien führt alle Personen auf, die in der deutschsprachigen Wikipedia einen Artikel haben. Dieses ist eine Teilliste mit 142 Einträgen von Personen, deren Namen mit den Buchstaben „Fischer, H“ beginnt.

## Fischer, H

### Fischer, Ha
- Fischer, Hanna (* 1938), deutsche Hebamme, Dozentin und Buchautorin
- Fischer, Hannah (1925–2016), österreichische Pädagogin der frühen Kindheit
- Fischer, Hannelore (* 1926), deutsche Ökonomin
- Fischer, Hannelore (* 1955), deutsche Journalistin und Fernsehmoderatorin
- Fischer, Hannelore (* 1956), deutsche Kunsthistorikerin
- Fischer, Hannes (1925–1989), deutscher Schauspieler, Theaterregisseur und Theaterintendant
- Fischer, Hanno (1924–2024), deutscher Flugzeugkonstrukteur
- Fischer, Hanns (1865–1952), deutscher Schauspieler
- Fischer, Hanns (1928–1968), deutscher germanistischer Mediävist
- Fischer, Hanns (1935–2005), schweizerisch-deutscher Physiker und Hochschullehrer
- Fischer, Hanns H. (1900–1959), deutscher Drehbuchautor
- Fischer, Hans (1859–1941), deutscher Bibliothekar
- Fischer, Hans (1881–1945), deutscher Chemiker und Mediziner, Nobelpreisträger für ChemieHans Fischer (1881–1945)

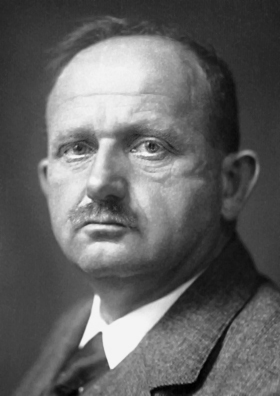
Hans Fischer (1881–1945)

- Fischer, Hans (1892–1976), Schweizer Pharmakologe und Medizinhistoriker
- Fischer, Hans (1895–1943), deutscher Generalingenieur der Luftwaffe im Zweiten Weltkrieg
- Fischer, Hans (1899–1962), deutscher Musikpädagoge, Musikwissenschaftler und Komponist
- Fischer, Hans (1901–1974), Schweizer Politiker (CSP)
- Fischer, Hans (1903–1986), Schweizer Schwyzerörgelispieler, Komponist und Nachwuchsförderer der Volksmusik
- Fischer, Hans (1905–1942), Schweizer Politiker (BGB)
- Fischer, Hans (* 1906), deutscher Jurist, Polizist und SS-Führer
- Fischer, Hans (1909–1958), Schweizer Grafiker und Maler
- Fischer, Hans (1914–1983), deutscher Fußballspieler
- Fischer, Hans (1920–2003), deutscher Altersturner
- Fischer, Hans (1924–1983), deutscher Diplomat, Botschafter der DDR
- Fischer, Hans (1929–2007), deutscher Politiker (SPD), Bürgermeister der Stadt Stolberg
- Fischer, Hans (1932–2019), deutscher Ethnologe
- Fischer, Hans (1936–2008), deutscher Endurosportler
- Fischer, Hans (* 1956), niederländischer Maschinenbauingenieur und Stahlmanager
- Fischer, Hans (1961–1988), brasilianischer Radrennfahrer
- Fischer, Hans Alexander (1916–2000), Schweizer Restaurator, Maler und Grafiker
- Fischer, Hans Conrad (1926–2017), deutscher Regisseur und Filmproduzent
- Fischer, Hans Ludwig Valerian von (1765–1851), sächsischer Hofbeamter
- Fischer, Hans Peter (1885–1968), deutscher Architekt
- Fischer, Hans Peter (* 1951), deutscher Kameramann
- Fischer, Hans Rudi (* 1952), deutscher Philosoph, Psychologe und Coach
- Fischer, Hans W. (1876–1945), deutscher Schriftsteller, Theaterkritiker, Übersetzer und Herausgeber
- Fischer, Hans-Dieter (* 1942), deutscher Politiker (CDU), MdL
- Fischer, Hans-Herbert (1913–1981), deutscher Rundfunk- und Fernsehmann
- Fischer, Hans-Joachim (1904–2000), deutscher Jurist und Politiker (NSDAP)
- Fischer, Hans-Joachim (1933–2024), deutscher Fachhochschullehrer und Senator (Bayern)
- Fischer, Hans-Joachim (* 1949), deutscher Erziehungswissenschaftler und Grundschulpädagoge
- Fischer, Hans-Joachim (* 1950), deutscher Brigadegeneral der Bundeswehr
- Fischer, Hans-Jürgen (* 1966), deutscher Tischtennisspieler
- Fischer, Hans-Leo (1897–1944), deutscher Theaterschauspieler
- Fischer, Hans-Peter (* 1961), deutscher römisch-katholischer Theologe, Kirchenrechtler und KirchenhistorikerHans-Peter Fischer (* 1961)

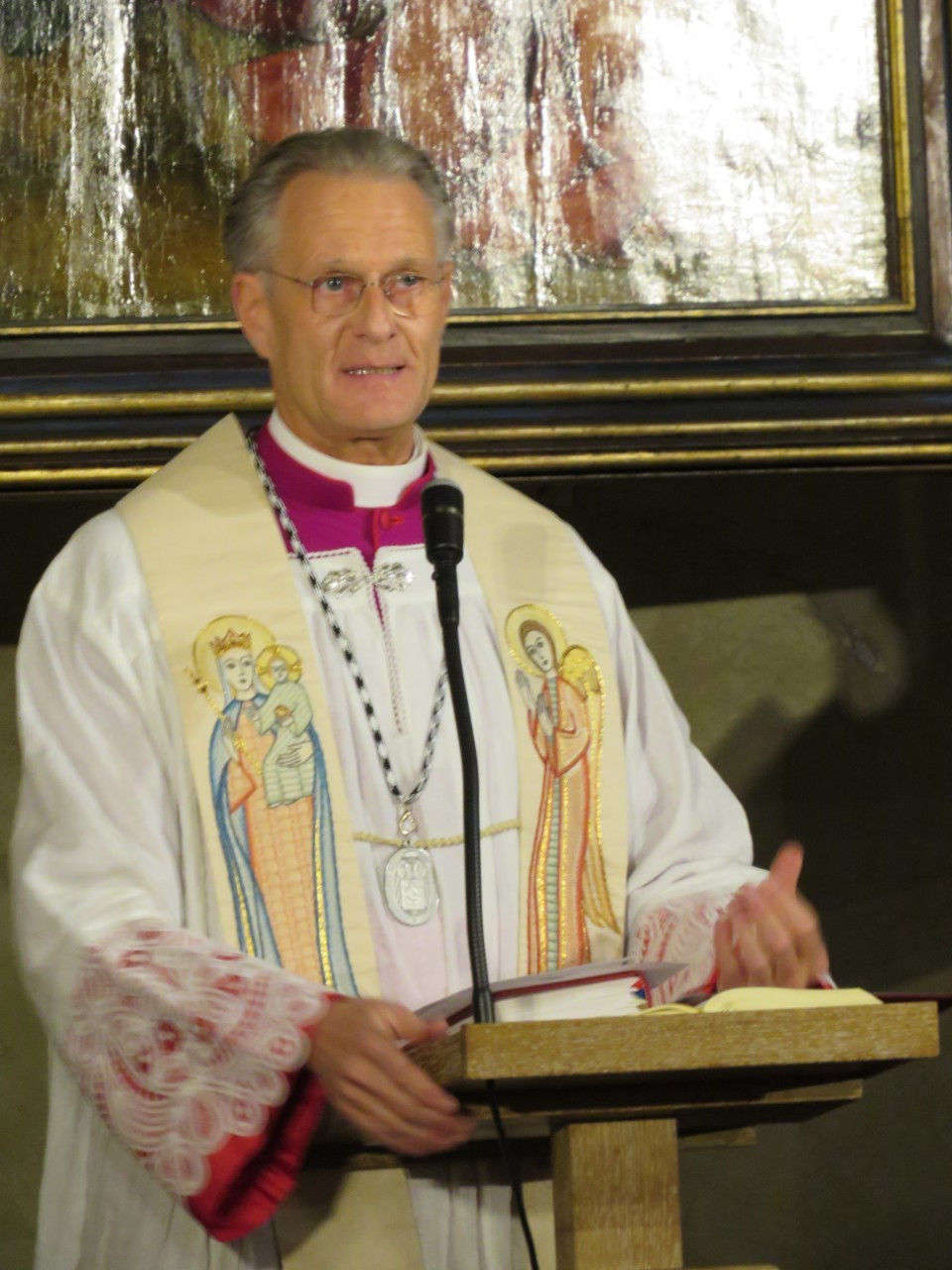
Hans-Peter Fischer (* 1961)

- Fischer, Hanspeter (1930–2009), Schweizer Politiker (BGB/SVP)
- Fischer, Hardi (1922–2007), Schweizer Psychologe und Hochschullehrer
- Fischer, Harry (1903–1977), britischer Kunsthändler österreichischer Herkunft
- Fischer, Hartwig (* 1948), deutscher Politiker (CDU), MdL, MdB
- Fischer, Hartwig (* 1962), deutscher Kunsthistoriker, Direktor des British MuseumHartwig Fischer (* 1962)

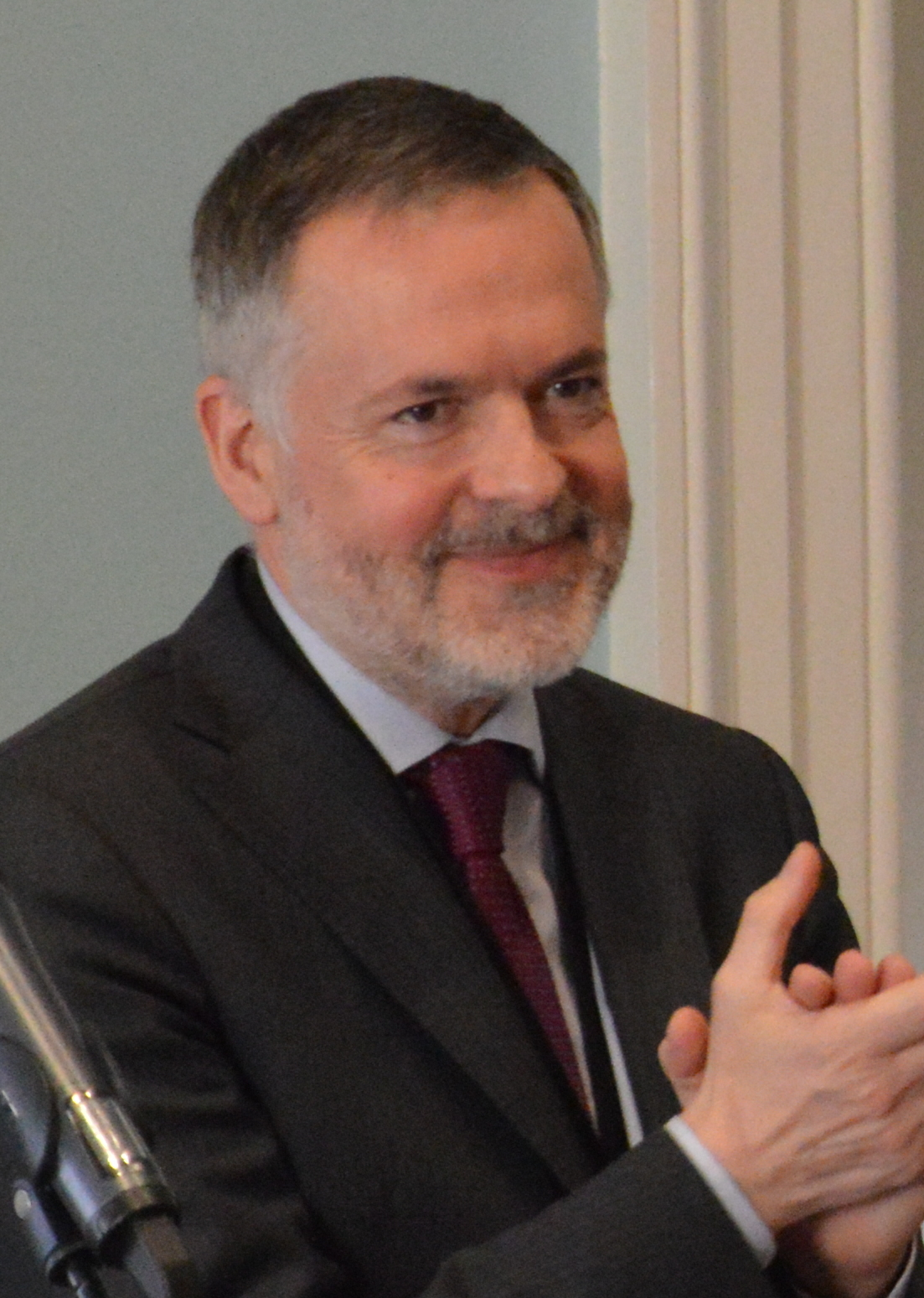
Hartwig Fischer (* 1962)

- Fischer, Harvey H. (1910–2004), US-amerikanischer Offizier, Generalleutnant der US-Army

### Fischer, He
- Fischer, Heidemarie (1944–2022), deutsche Politikerin (SPD), MdA
- Fischer, Heidi (* 1943), deutsche Schauspielerin, Hörspiel- und Synchronsprecherin
- Fischer, Heike (* 1982), deutsche Wasserspringerin
- Fischer, Heiko (1960–1989), deutscher Eiskunstläufer
- Fischer, Heiko (* 1982), deutscher Gitarrist (Jazz) und Songwriter
- Fischer, Heiner (1936–2016), deutscher Politiker (SED)
- Fischer, Heinrich, deutscher Fußballspieler
- Fischer, Heinrich (1807–1879), Bürgermeister von Warburg
- Fischer, Heinrich (1812–1883), deutscher Buchhändler, Verleger und Politiker, Bürgermeister von Wiesbaden (1849–1868)
- Fischer, Heinrich (1817–1886), deutscher Mineraloge und Geologe
- Fischer, Heinrich (1861–1924), deutscher Geograph und Pädagoge
- Fischer, Heinrich (1890–1946), deutscher Landwirt und Politiker (DNVP, CNBL), MdL
- Fischer, Heinrich (1895–1973), deutscher Politiker (SPD), MdL, hessischer Staatsminister
- Fischer, Heinrich (1896–1974), deutscher Schriftsteller, Freund von Karl Krauss
- Fischer, Heinrich (1906–1976), deutscher Volkswirt und Mitglied des Bayerischen Senats
- Fischer, Heinrich (1909–1983), deutscher Politiker (SPD), MdL
- Fischer, Heinrich (1920–2006), deutscher römisch-katholischer Theologe
- Fischer, Heinrich (* 1950), Schweizer Ruderer
- Fischer, Heinrich (* 1951), deutscher General
- Fischer, Heinrich Ludwig (1761–1831), deutscher lutherischer Geistlicher, Pädagoge und Schriftsteller der Aufklärung
- Fischer, Heinrich Wilhelm (1806–1876), Landtagsabgeordneter Waldeck
- Fischer, Heinz, deutscher Skeletonsportler
- Fischer, Heinz (1901–1982), deutscher Filmregisseur und Drehbuchautor
- Fischer, Heinz (1910–1998), deutscher Maler, Grafiker und Musiker
- Fischer, Heinz (1911–1991), deutscher Naturforscher
- Fischer, Heinz (* 1929), deutscher Fußballschiedsrichter
- Fischer, Heinz (* 1938), österreichischer Politiker (SPÖ) und BundespräsidentHeinz Fischer (* 1938)

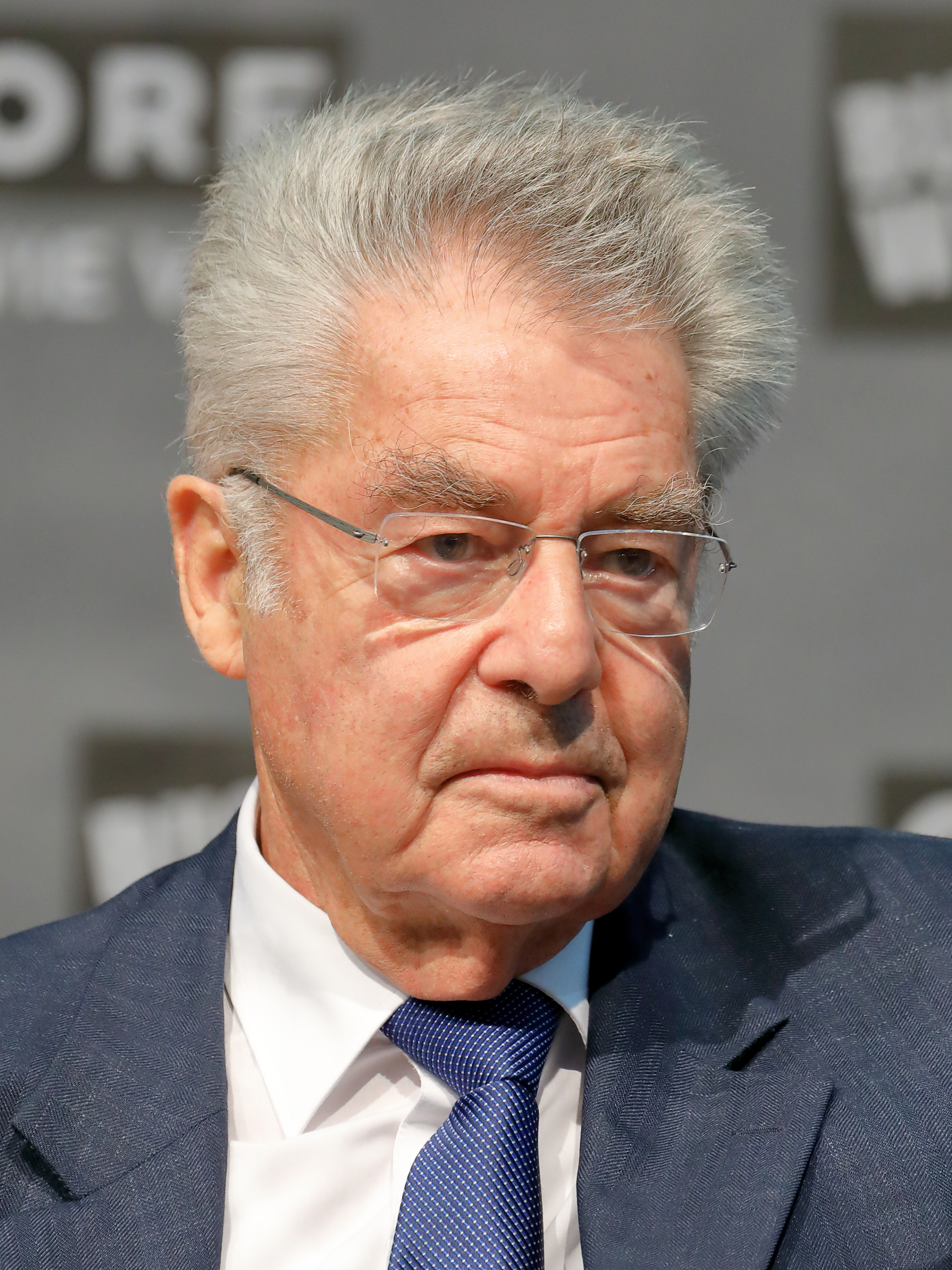
Heinz Fischer (* 1938)

- Fischer, Heinz (1939–2023), deutscher Fußballspieler
- Fischer, Heinz (* 1964), österreichischer Badmintonspieler
- Fischer, Heinz Leo (1902–1977), österreichischer Schauspieler, Theaterregisseur, Hörspielsprecher und Synchronsprecher
- Fischer, Heinz-Dietrich (* 1937), deutscher Publizistik- und Kommunikationswissenschaftler
- Fischer, Heinz-Joachim (* 1944), deutscher Journalist, Publizist und Schriftsteller
- Fischer, Helene (1900–1978), Schweizer Violinistin, Skifahrerin und Reisefotografin
- Fischer, Helene (* 1984), deutsche Schlagersängerin, Tänzerin, Entertainerin, Fernsehmoderatorin und SchauspielerinHelene Fischer (* 1984)

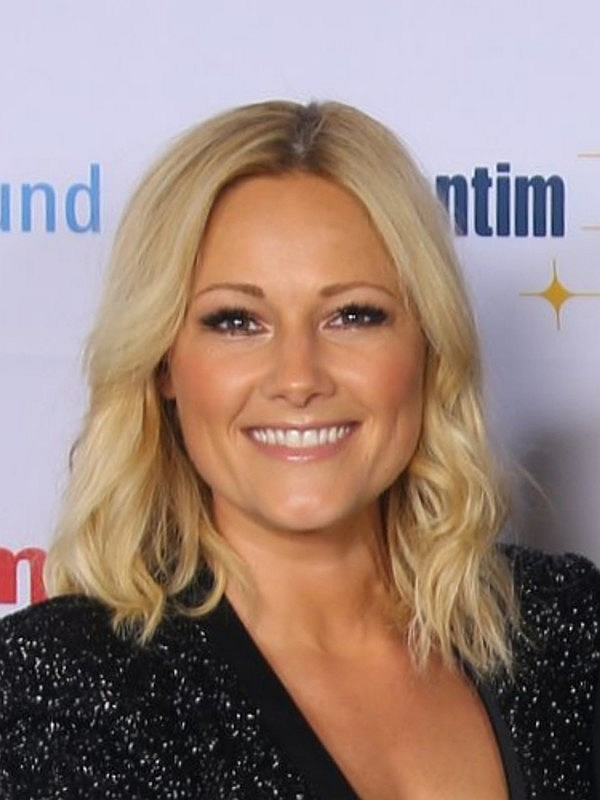
Helene Fischer (* 1984)

- Fischer, Helene von (1843–1926), deutsche Blumenmalerin und Stilllebenmalerin
- Fischer, Hellmuth (1902–1976), deutscher Chemiker
- Fischer, Helmut (1911–1996), deutscher Schwimmer
- Fischer, Helmut (* 1925), deutscher Fußballspieler
- Fischer, Helmut (1926–1997), deutscher Schauspieler
- Fischer, Helmut (1929–2023), deutscher evangelischer Theologe, Publizist und Ikonenmaler
- Fischer, Helmut (1934–2023), deutscher Germanist
- Fischer, Hendrik (* 1961), deutscher politischer Beamter (SPD)
- Fischer, Henry (1928–1997), deutscher Theologe
- Fischer, Henry Berthold von (1861–1949), Schweizer Architekt
- Fischer, Henry George (1923–2006), US-amerikanischer Ägyptologe
- Fischer, Herbert (1882–1939), deutscher General der Infanterie
- Fischer, Herbert (1904–1945), deutscher SS-Führer und Polizist
- Fischer, Herbert (1914–2006), deutscher Diplomat, Botschafter der DDR in Indien
- Fischer, Herbert (1919–2013), deutscher Phlebologe und Dermatologe
- Fischer, Herbert (1940–2019), deutscher Politiker (CSU), MdL
- Fischer, Hermann (1830–1919), deutscher Chirurg und Hochschullehrer
- Fischer, Hermann (1840–1915), deutscher Maschinenbauingenieur und Hochschullehrer
- Fischer, Hermann (1851–1920), deutscher Germanist, Dialektologe und Lexikograph
- Fischer, Hermann (1855–1923), Schweizer Holzstecher und Illustrator
- Fischer, Hermann (1862–1921), deutscher Weber und Politiker, MdL
- Fischer, Hermann (1867–1930), königlich preußischer Militärmusiker, Stabstrompeter, Musikdirektor und Komponist
- Fischer, Hermann (1867–1945), deutscher Ordenspriester, Steyler Missionar und Schriftsteller
- Fischer, Hermann (1873–1940), deutscher Bankier und Politiker (DDP), MdR
- Fischer, Hermann (1876–1933), österreichischer Politiker (SdP), Abgeordneter zum Nationalrat
- Fischer, Hermann (1883–1959), deutscher Mediziner
- Fischer, Hermann (1884–1940), deutscher Politiker (NSDAP)
- Fischer, Hermann (1884–1936), deutscher Botaniker, Geologe und Wissenschaftshistoriker
- Fischer, Hermann (1885–1975), deutscher Natur- und Tierfotograf
- Fischer, Hermann (1894–1968), deutscher Offizier, zuletzt Generalleutnant im Zweiten Weltkrieg
- Fischer, Hermann (1896–1922), deutscher Maschinenbauingenieur und Mörder Walther Rathenaus
- Fischer, Hermann (1900–1983), deutscher Volkswirt und Politiker (DVP, FDP), MdA
- Fischer, Hermann (1903–1969), deutscher Radrennfahrer
- Fischer, Hermann (* 1910), deutscher Fußballspieler und -trainer
- Fischer, Hermann (1911–1967), deutscher Politiker (SED)
- Fischer, Hermann (1912–1984), deutscher Ringer
- Fischer, Hermann (1922–2009), deutscher Anglist, Literaturwissenschaftler, Übersetzer und Hochschullehrer
- Fischer, Hermann (1928–2020), deutscher Studiendirektor und Organologe
- Fischer, Hermann (1933–2012), deutscher evangelischer Theologe
- Fischer, Hermann Emil (1819–1907), Hamburger Advokat und Abgeordneter
- Fischer, Hermann Otto Laurenz (1888–1960), US-amerikanischer Chemiker deutscher Herkunft
- Fischer, Hermann von (1926–2015), Schweizer Architekt und Kunsthistoriker
- Fischer, Hervé (* 1941), französisch-kanadischer Multimedia-Philosoph und Künstler
- Fischer, Herwart (1885–1938), deutscher Rechtsmediziner

### Fischer, Ho
- Fischer, Holger (* 1946), deutscher Finnougrist
- Fischer, Holly (* 2003), britische Tennisspielerin
- Fischer, Horst (1912–1966), deutscher Mediziner und SS-Lagerarzt im KZ Auschwitz III Monowitz u. in der Standortführung
- Fischer, Horst (1922–2015), deutscher Psychologe
- Fischer, Horst (1925–2019), deutscher Architekt, Stadtplaner, Architekturhistoriker, Zeichner
- Fischer, Horst (1930–1986), deutscher Trompeter
- Fischer, Horst (* 1935), deutscher Ingenieur und Politiker (NDPD), MdV
- Fischer, Horst (* 1950), deutscher Jurist und Professor für humanitäres Völkerrecht an der Universität Leiden
- Fischer, Horst-Dieter (1943–2020), deutscher Ministerialbeamter und Politiker (SPD)

### Fischer, Hu
- Fischer, Hubert (1920–1945), deutscher Fußballtorhüter
- Fischer, Hugo (1846–1938), deutscher Technologe, Maschinenbauingenieur sowie Hochschullehrer
- Fischer, Hugo (1897–1975), deutscher Philosoph und Soziologe
- Fischer, Hugo (1902–1979), deutscher Politiker (NSDAP), MdR, Stabsleiter der Reichspropagandaabteilung der NSDAP